# Houville-la-Branche
Houville-la-Branche ist eine französische Gemeinde mit 414 Einwohnern (Stand: 1. Januar 2022) im Département Eure-et-Loir in der Region Centre-Val de Loire (bis 2015 Centre). Die Gemeinde gehört zum Arrondissement Chartres und zum 2012 gegründeten Gemeindeverband Chartres Métropole. Die Einwohner werden Houvillois genannt.

## Geografie
Houville-la-Branche liegt im Norden der Landschaft Beauce, zwölf Kilometer östlich von Chartres und etwa 75 Kilometer südöstlich von Paris. Umgeben wird Houville-la-Branche von den Nachbargemeinden Champseru im Norden und Nordwesten, Umpeau im Norden und Nordosten, Béville-le-Comte im Osten, Francourville im Süden und Südosten, Sours im Süden und Südwesten, Nogent-le-Phaye im Westen sowie Coltainville im Nordwesten.

## Bevölkerungsentwicklung
| Jahr                      | 1962 | 1968 | 1975 | 1982 | 1990 | 1999 | 2006 | 2013 |
| Einwohner                 | 331  | 307  | 316  | 332  | 332  | 450  | 477  | 465  |
| Quelle: Cassini und INSEE |      |      |      |      |      |      |      |      |

## Sehenswürdigkeiten
- Kirche Saint-Léger
- Schloss Houville-la-Branche mit einem großen Park

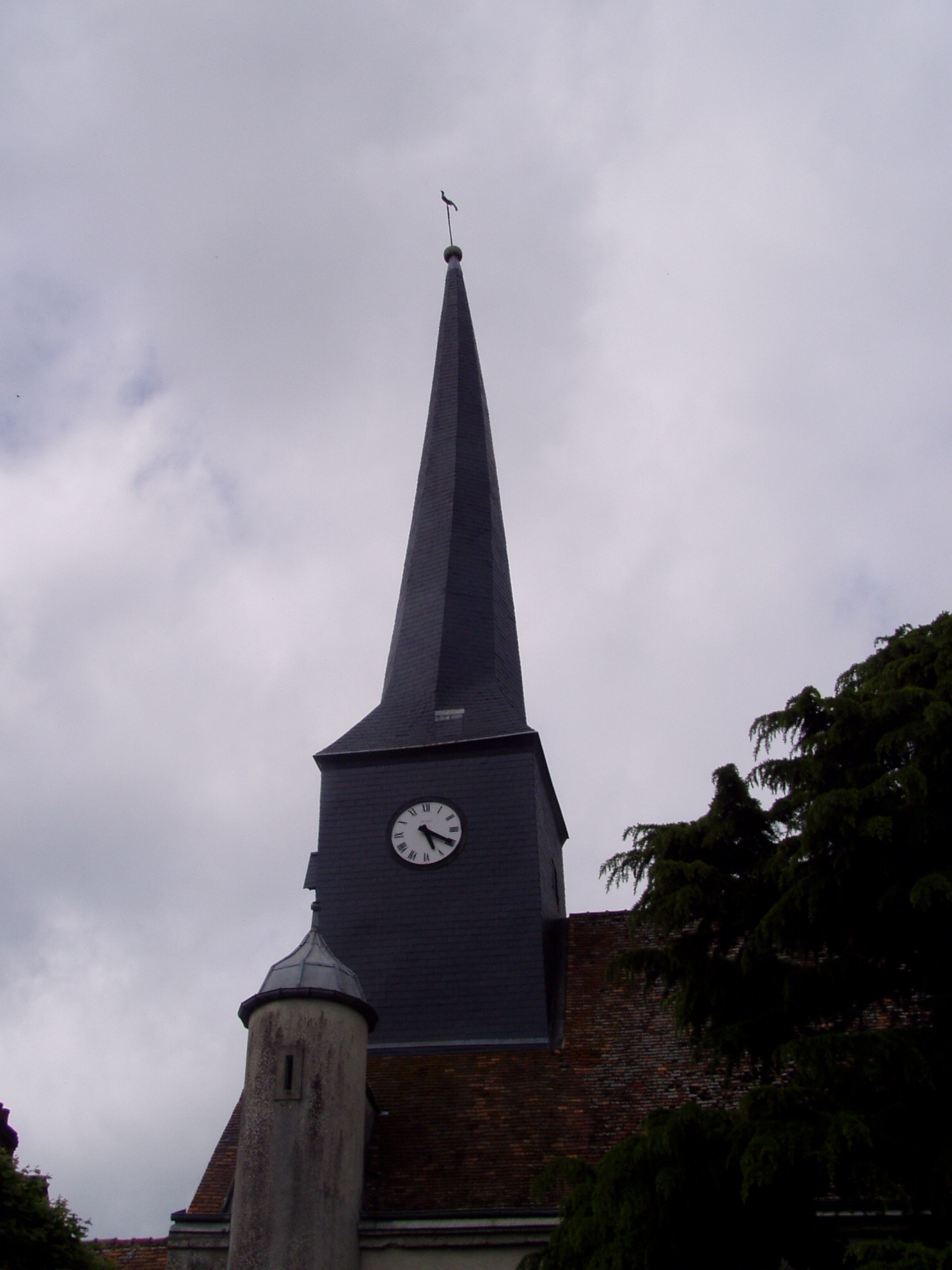
Kirche Saint-Léger

- Soldatenfriedhof